# 安德烈亚斯·哈耶克
安德烈亚斯·哈耶克（德語：Andreas Hajek，1968年4月16日—），德国男子赛艇运动员。他曾代表德国参加1992年、1996年、2000年和2004年夏季奥林匹克运动会赛艇比赛，获得二枚金牌和一枚铜牌。